# 여성의 적
"여성의 적"은 한국에서 제작된 김한일 감독의 1956년 영화이다. 조미령 등이 주연으로 출연하였고 신용균 등이 제작에 참여하였다.

## 출연

### 주연
- 조미령
- 김동원
- 이종철
- 노경희
- 주증녀
- 윤인자

## 기타
- 원작자: 정비석
- 조명: 고해진
- 녹음: 최칠복
- 미술: 임명선
- 의상: 이상필
- 소품: 이상필